# Eindhoven Metal Meeting
Das Eindhoven Metal Meeting ist ein Metal-Musikfestival, das seit 2009 jährlich im Dezember im Effenaar in Eindhoven in den Niederlanden stattfindet. Es handelt sich um die Weiterführung des Arnhem Metal Meeting, das 2007 aufgrund hoher Kosten eingestellt wurde. Seit 2010 findet es an zwei Tagen statt, jedes Jahr werden etwa 1.500 Besucher erwartet.

## Line-up
Das Line-up besteht teilweise aus international bekannten Bands, die auf zwei Bühnen präsentiert werden.
19. Dezember 2009 (Auswahl)
- Darkened Nocturn Slaughtercult, Deströyer 666, The Devil’s Blood, Devious, Entombed, Equilibrium, Grave, Hackneyed, Impaled Nazarene, Krisiun, Legion of the Damned, Merauder, Nile, Skyforger, Thyrfing, Ulcerate

17. bis 18. Dezember 2010
- Alcest, Carach Angren, Chiraw, Death Angel, Endstille, Exodus, Finntroll, Gorath, Helstar, Immortal, Inhume, Izegrim, Kreator, Mael Mordha, Mayhem, Metsatöll, Moonspell, Mortal Form, Nothnegal, Pestilence, Repugnant, Rotting Christ, Saint Vitus, Samael, Scenario II, Severe Torture, The 11th Hour, The Vision Bleak, Trail of Tears, Trident, Varg, Victimizer

16. bis 17. Dezember 2011
- Adept, Alestorm, Asphyx, Azarath, Balfor, Benighted, Bliksem, Cripper, Dawn of Disease, Desaster, Destruction, Disabuse, Exodus, God Dethroned, Heathen, Heaven Shall Burn, Heidevolk, Kataklysm, Katatonia, Mar de Grises, Marduk, Milking the Goatmachine, Morbid Angel, More Than a Thousand, Mortal Sin, Necrophobic, Nifelheim, Sepultura, Rompeprop, The Rotted, Saturnian, Semargl, Stormrider, Tankard, Torture Division, Triptykon, Valkyrja

14. bis 15. Dezember 2012
- The Amenta, Ancient Rites, Blacklodge, Brujeria, Carach Angren, Christ Agony, Dark Tranquillity, Deathstars, Debauchery, The Devil’s Blood, Disharmonic Orchestra, Djerv, Dunderbeist, Dust Bolt, Enthroned, Excrementory Grindfuckers, Flotsam and Jetsam, Gorath, Gospel of the Horns, Haemorrhage, Herder, Krux, My Dying Bride, Macabre, The New Dominion, Obituary, Psycroptic, Satyricon, Sodom, Taake, Thyrfing, Totenmond, Zombie Inc.

12. bis 14. Dezember 2013
- Aborym, Accept, Accuser, Arcturus, Arkona, Asrai, Belphegor, Bodyfarm, Brutal Truth, Carpathian Forest, Centurian, Coroner, Death Angel, Deranged, Deströyer 666, Deus Mortem, Dew-Scented, Disastrous Murmur, Downfall of Empires, Entrapment, Extrema, Fleshgod Apocalypse, Gothminister, Hail of Bullets, Hatriot, Hooded Menace, Impaled Nazarene, In Solitude, Islay, izegrim, Morgoth, Napalm Death, Nargaroth, Natron, Ostrogoth, Sabaton, Sound Storm, The Church Of Pungent Stench, The Devil, The Monolith Deathcult, The Rotted, Therion, Tiamat, Vomitory, Watain[4]

12. bis 13. Dezember 2014
- At the Gates, Aborted, Asphyx, Attic, Blasphemy, Bølzer, Carach Angren, Cripper, Cruachan, Dust Bolt, Ensiferum, Evil Invaders, Exhumed, Funeral Whore, Holy Moses, In Solitude, Miasmal, Morbid Angel, Morbus Chron, One Tail One Head, Origin, Primordial, Saille, Sinister, Skyforger, Thanatos, The Committee, The Vision Bleak, Thyrfing, Triptykon, Unleashed, Urfaust, Valkyrja, Woland, Xentrix[5]

11. bis 12. Dezember 2015
- Behemoth, Acid Reign, Aeternus, Ahab, Angelus Apatrida, Bodyfarm, Candlemass, Craft, Distillator, Gama Bomb, Gehenna, Heretic, Hooded Menace, Loudblast, Lvcifyre, Mourning Beloveth, Necrophobic, Nifelheim, No Return, Nuclear Assault, Onslaught, Pentagram, Samael, Shores of Null, Solstice, The Heritance, Winterfylleth[6]

16. bis 17. Dezember 2016
- Mayhem, Aura Noir, Batushka, Benighted, Bleeding Gods, Caronte, Cirith Gorgor, Destruction, Emptiness, Endstille, Enthroned, General Surgery, Gutalax, Harakiri for the Sky, Hell, Mantar, Moonspell, Necrophagia, Protector, Schammasch, Seth, Tiamat, Toxic Waltz, Wederganger[7]

15. bis 16. Dezember 2017
- Dark Tranquillity, Venom Anomalie, Antropomorphia, Auðn, Balfor, Baptism, Blasphemy, Carpathian Forest, Coroner, Cult of Fire, Darkane, Darkfall, Destroyer 666, Diabolical, Disharmonic Orchestra, Distillator, Dool, Dystopia, Endezzma, Extreme Noise Terror, Gaahls Wyrd, Haunted, Jess and the Ancient Ones, Master’s Hammer, Merciless, Mortal Strike, Our Survival Depends on Us, Pentacle, Sabiendas, Spasm, Tankard, The Great Old Ones, Verwoed[8]

14. bis 15. Dezember 2018
- Tryptikon, Marduk, Sólstafir, Moonsorrow, Septicflesh, Urfaust, Shining, Necrophobic, Impaled Nazarene, Benediction, Archgoat, Chris Holmes Mean Man, Desaster, Gama Bomb, Valkyria, Harakiri for the Sky, Wiegedood, Fleshcrawl, Mortuary Drape, Posession, Attic, Darvaza, Ketzer, Mandator, Dead Head, Inhume, Izegrim, IXXI, Carnation, Sisters of Suffocation, Slægt, Offerblok[9]

13. bis 14. Dezember 2019
- Paradise Lost, Sodom, Bloodbath, Candlemass, Taake, Dying Fetus, Alcest, Method of Destruction, Kampfar, Nocturnal Breed, Mörk Gryning, The Ruins of Beverast, Haemorrhage, Spectral Voice, Officium Triste, Bodyfarm, Asagraum, Darkfall, The Vision Bleak, Malokarpatan, The Committee, Burning Witches, Hellfire Deathcult, Bütcher, Lucifericon, Hour of Penance, 1914, Acrostichon, Undead Prophecies, Graceless, Rectal Smegma[10]

2020
- Abgesagt auf Grund der COVID-19-Pandemie.

2021
- Abgesagt auf Grund der COVID-19-Pandemie.

09. bis 10. Dezember 2022
- My Dying Bride, Suffocation, Rotting Christ, Unleashed, Ancient, Mgla, Benediction, Legion of the Damned, Nightfall, God Dethroned, Misþyrming, Chapel of Disease, Schirenic Plays Pungent Stench, Gutalax, Saor, Suicidal Angels, Carnation, Djerv, Angelus Apatrida, Wolvennest, Ultha, Stallion, Antropomorphia, The Monolith Deathcult, Ulcerate, Beaten to Death, Final Breath, Slaughterday, Bloodphemy[11]

8. bis 9. Dezember 2023
- Overkill, Sodom, Necrophobic, Urfaust, Cult of Fire, Vomitory, Urgehal, Holy Moses, Misþyrming, Chris Holmes, Lvcifyre, Darvaza, Koldbran, Sulphur Aeon, Thy Light, Ellende, In Aphelion, Bodyfarm, Mentors, Cyclone, Caronte, Graceless, Spasm, Whiskey Ritual, Helleruin, Moribund Oblivion, Profanity, Haliphron, Theotoxin, Serpents Oath, Wrang, Massive Assault[12]

## Belege
1. ↑  Line-Up 2010 im Forum metal-hammer.de
2. ↑  Line-Up 2010 auf festivalhopper.de
3. ↑  Line-Up 2011 auf Festivalticker.de
4. ↑  Einhoven Metal Meeting 2013. allmetalfest.com, abgerufen am 3. September 2023.
5. ↑  Eindhoven Metal Meeting 2014. de.comcerts-metal.com, abgerufen am 3. September 2023.
6. ↑  Einhoven Metal Meeting 2015. de.concerts-metal.com, abgerufen am 3. September 2023.
7. ↑  Eindhoven Metal Meeting 2016. de.concerts-metal.com, abgerufen am 3. September 2023.
8. ↑  Eindhoven Metal Meeting 2017. de.concerts-metal.com, abgerufen am 3. September 2023.
9. ↑  Eindhoven Metal Meeting 2018. unholyblackmetal.com, abgerufen am 3. September 2023.
10. ↑  Eindhoven Metal Meeting 2019. metaltrip.com, abgerufen am 3. September 2023.
11. ↑  Eindhoven Metal Meeting 2022. effenaar.nl, abgerufen am 4. September 2023.
12. ↑  Eindhoven Metal Meeting 2023. eindhovenmetalmeeting.com, abgerufen am 4. September 2023.